# Vieska (Dunajská Streda)
Vieska es un municipio del distrito de Dunajská Streda en la región de Trnava, Eslovaquia, con una población estimada a final del año 2024 de 423 habitantes.
Se encuentra ubicado al sur de la región, cerca de los ríos Danubio y Váh, y de la frontera con Hungría y la región de Bratislava.

## Demografía
| Año        | 1994 | 2004    | 2014    | 2024    |
| ---------- | ---- | ------- | ------- | ------- |
| Población  | 455  | 440     | 425     | 423     |
| Diferencia |      | −3,29 % | −3,40 % | −0,47 % |

| Año        | 2023 | 2024    |
| ---------- | ---- | ------- |
| Población  | 423  | 423     |
| Diferencia |      | −1,42 % |